# Кривое (Коми)
 Кривое  — деревня в Удорском районе Республики Коми в составе сельского поселения Важгорт.

## География
Расположена на левобережье реки Вашка на расстоянии примерно 103 км на северо-запад от районного центра села Кослан.

## История
Упоминается с 1592 года. Сохранилась часовня XVIII века в честь Святой Параскевы Пятницы.

## Население
Постоянное население составляло 156 человек (коми 97 %) в 2002 году, 109 в 2010.